# Tryptyk rodziny Donne
Tryptyk rodziny Donne (niderl. Donne-triptiek) – tryptyk olejny na desce niderlandzkiego malarza niemieckiego pochodzenia Hansa Memlinga.

## Opis
Fundatorem tryptyku był sir John Donne of Kidwell, który będąc w służbie króla angielskiego Edwarda IV odwiedzał Brugię i zamówił dzieło u Memlinga. Jego postać, wraz z żoną Elisabeth Hastings i córką Anną została uwieczniona na środkowym panelu. Tryptyk jest bardzo podobny kompozycyjnie do innego dzieła artysty, pochodzącego z tego samego okresu pt. Mistyczne zaślubiny św. Katarzyny. Prócz zbieżnej kompozycji, w tryptyku występują ci sami święci, te same są gesty obu świętych Janów oraz podobne tło, na którym dzieją się wydarzenia. 
Centralna część dzieła przedstawia Marię z Dzieciątkiem w prawej ręce i z Biblią w lewej. Z lewej strony obrazu stoi święta Katarzyna Aleksandryjska, trzymająca u boku miecz, symbol jej męczeńskiej śmierci. U jej stóp klęczy donator John Donne. Po lewej stronie, naprzeciw fundatora, za modlitewnikiem klęczy jego żona, a za nią córka Anna. W zielonej szacie ukazana została św. Barbara.
Na skrzydłach tryptyku widoczne są wizerunki dwóch świętych: po lewej stronie Jan Chrzciciel, po prawej stronie Jan Ewangelista. Za nim na drugim planie widoczna jest postać – najprawdopodobniej autoportret Memlinga. Przy zamkniętych skrzydłach tryptyku po lewej stronie widoczny jest święty Krzysztof, a po prawej święty Antoni Padewski.